# Rio do Pires
Rio do Pires est une municipalité brésilienne de l'État de Bahia et la microrégion de Livramento do Brumado.